# Plewa (Rzepin Pierwszy)
Plewa – część wsi Rzepin Pierwszy w Polsce, położona w województwie świętokrzyskim, w powiecie starachowickim, w gminie Pawłów.
W latach 1975–1998 Plewa administracyjnie należała do województwa kieleckiego.
Wierni Kościoła rzymskokatolickiego należą do parafii Chrystusa Odkupiciela w Rzepinie.